# ۲۷ ذی‌القعده
۲۷ ذیقعده، بیست و هفتمین روز از ماه ذیقعده در تقویم هجری قمری است.
در تقویم هجری قمری قراردادی این روز سیصد و بیست و دومین روز سال است.

## وقایع
- تصرف بغداد توسط «تیمور گورکانی» و قتل هزاران نفر از مردم (۸۰۴ق)
- سقوط جرثقیل در مکه

## زادگان
- ۱۲۲۶: ولادت میرزای نائینی از علمای شیعه در نائین.

## درگذشتگان
- «آزاد بلگرامی» مورخ مسلمان هندی(۱۲۰۰ ق)